# کتابخانه ملی تایلند

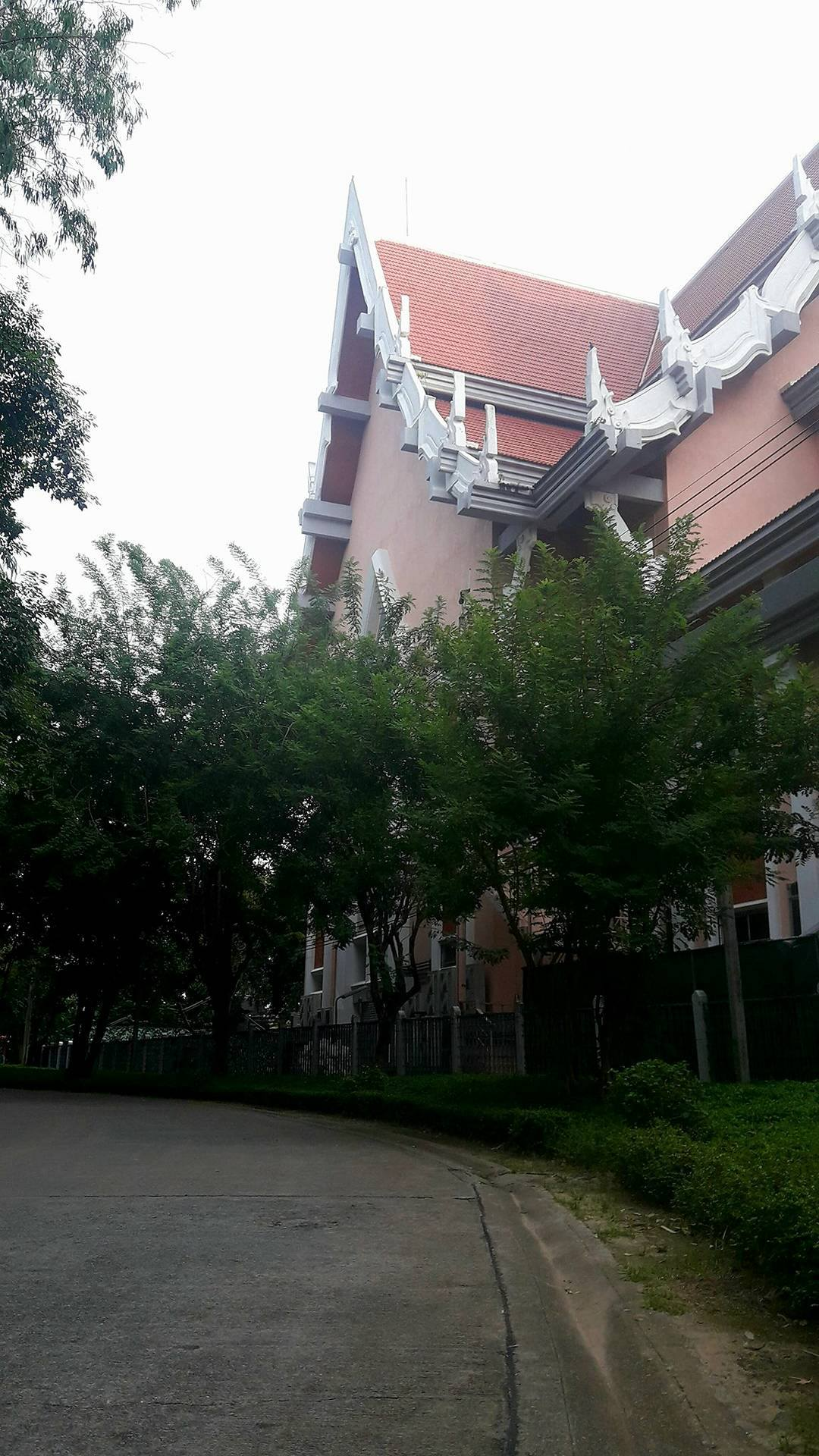
کتابخانه ملی تایلند

کتابخانه ملی تایلند در ۱۲ اکتبر ۱۹۰۵ از ادغام سه کتابخانه به وجود آمد. در سال ۱۹۶۲ با توجه به نقش مهم خدماتی کتابخانه، دولت بودجه مخصوصی برای ساختمان جدید کتابخانه تخصیص داد و در ۵ مه ۱۹۶۶ ساختمان جدید به‌طور ر سمی افتتاح شد. ساختمان جدید کتابخانه ملی با معماری تایلندی دارای ۱۶۰۰۰ متر مربع زیر بنا در ۵ طبقه است که گنجایش بیش از یک میلیون جلد کتاب و هزار صندلی در ۶ سالن مطالعه را دارد. به این ساختمان بعدها ساختمان‌های دیگری نیز افزوده شد که آخرین آن در ۱۹۸۵ بود. در حال حاضر ۱۵ کتابخانه وابسته در بانکوک و دیگر شهرها دارد. مجموعه کتابخانه اصلی شامل ۸۵۱۹۳۲ جلد کتاب به زبان تایلندی و ۳۳۷۶۳۵ جلد به زبان‌های دیگر، ۱۲۶۴ عنوان مجله به زبان تایلندی، و ۱۰۳۴ عنوان مجله به زبان‌های دیگر، ۳۲۴ عنوان روزنامه به زبان تایلندی و ۵۰ عنوان روزنامه به زبان‌های دیگر، ۳۱۹۲۰ جزوه به زبان تایلندی و ۹۰۰۰ به زبان‌های دیگر، ۲۱۸۱۲ کتاب مرجع به زبان تایلندی و ۳۰۵۸۲ کتاب مرجع به زبان‌های دیگر به علاوه تعدادی نقشه، فیلم، ویدئو، اسلاید و نوار است. خدمات مرجع از طریق مراجعه، مکاتبه و تلفن و همچنین تهیه کتاب‌های مرجع و کتابشناسی‌ها و فهرست‌های مختلف انجام می‌گیرد. سیستم مبادله بین کتابخانه‌ای هم دارد. از فعالیت‌های دیگر کتابخانه می‌توان برگزار سمینارها و دوره‌های آموزشی کتابداری، سخنرانی‌ها، نمایشگاه‌ها و نمایش فیلم و اسلاید را در پیش برد امر کتابداری نام برد.